# Monsterbot
Monsterbot es una banda musical de rock de Filipinas, según los integrantes de la banda en sus planos personales se consideran como animales, les gusta el dinero, les gusta también la afición, utilizan cigarrillos y que odian los redundantes.

## Miembros
- Glenn Agustín (vocalista)
- Carl Claudio (bajo)
- Diego Mapa (guitarras/vocalista)
- Ryan Magsumbol (baterías/percusión)
- Rem Vocalan (teclados/sintetizador)
- Peter Ferrer (guitarras)

## Discografía

### Álbum de Estudio
- Rombos (Vicor Documentos)

## Síngles
- Para todos Nada
- Para todos los Esta
- Días mejores
- Quema
- Doodoot
- Epekto (con Dong Abay)
- Fiebre
- I Wonder
- Let's Get Pagado
- Manerismos
- Robótica
- Siempre que estás Derecho

- Datos: Q6902865